# Праймериз Республіканської партії США (2016)
Праймериз Республіканської партії США 2016 року проходить для визначення єдиного кандидата від республіканців на Президентських виборах 8 листопада 2016 р. Праймериз і кокуси будуть проходити в 50 штатах, Окрузі Колумбія та в залежних територіях з 1 лютого по 7 червня 2016 року та санкціоновані Республіканською партією США. Це серія дискусій та виборів з членів партії 2472 делегатів на Республіканську Національну Конвенцію 2016, яка й має прийняти остаточне рішення щодо номінанта.

## Кандидати

### Активні кампанії
| Кандидат      | Кандидат | Найвагоміша посада                                  | Логотип | Кількість делегатів  | Кількість голосів   | Перемога в штатах                      |
| ------------- | -------- | --------------------------------------------------- | ------- | -------------------- | ------------------- | -------------------------------------- |
| Дональд Трамп |          | Президент The Trump Organization (1971–до тепер)    |         | 336 / 1 237 (27,2 %) | 3 366 208 (34,21 %) | AL, AR, GA, MA, NV, NH, SC, TN, VA, VT |
| Тед Круз      |          | Сенатор штату Техас (2013–до тепер)                 |         | 234 / 1 237 (18,9 %) | 2 764 072 (28,09 %) | AK, IA, OK, TX                         |
| Марко Рубіо   |          | Сенатор штату Флорида (2011–до тепер)               |         | 113 / 1 237 (9,1 %)  | 2 133 028 (21,68 %) | MN                                     |
| Джон Кейсік   |          | 69-й Губернатор штату Огайо (2011–до тепер)         |         | 27 / 1 237 (2,2 %)   | 650 933 (6,62 %)    | Відсутні                               |
| Бен Карсон    |          | Нейрохірург у госпіталі Джонса Гопкінса (1984—2013) |         | 8 / 1 237 (0,6 %)    | 572 786 (5,82 %)    | Відсутні                               |

### Кандидати, що вибули під час праймериз
| Кандидат      | Кандидат | Найвагоміша посада                                                | Логотип | Кількість делегатів | Кількість голосів | Перемога в штатах |
| ------------- | -------- | ----------------------------------------------------------------- | ------- | ------------------- | ----------------- | ----------------- |
| Джеб Буш      |          | 43-й Губернатор штату Флорида (1999—2007)                         |         | 4 / 1 237 (0,3 %)   | 166 727 (1,70 %)  | Відсутні          |
| Кріс Крісті   |          | 55-й Губернатор штату Нью-Джерсі (2010–до тепер)                  |         | –                   | 35 939 (0,37 %)   | Відсутні          |
| Ренд Пол      |          | Сенатор штату Кентуккі (2011–до тепер)                            |         | 1 / 1 237 (0,1 %)   | 33 707 (0,34 %)   | Відсутні          |
| Майк Хакабі   |          | 44-й Губернатор штату Арканзас (1996—2007)                        |         | 1 / 1 237 (0,1 %)   | 25 559 (0,26 %)   | Відсутні          |
| Карлі Фіоріна |          | Головний виконавчий директор компанії Hewlett-Packard (1999—2005) |         | 1 / 1 237 (0,1 %)   | 24 258 (0,25 %)   | Відсутні          |
| Рік Санторум  |          | Сенатор штату Пенсільванія (1995—2007)                            |         | –                   | 7 672 (0,08 %)    | Відсутні          |
| Джим Гілмор   |          | 68-й Губернатор штату Вірджинія (1998—2002)                       |         | –                   | 2,053 (0,02 %)    | Відсутні          |

### Кандидати, що вибули до праймериз

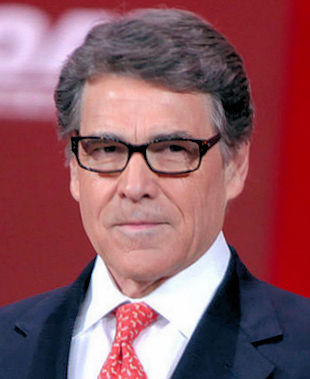
Колишній губернатор Рік Перрі штату Техас Вибув 11 вересня 2015 р. (На користь Тед Круз)
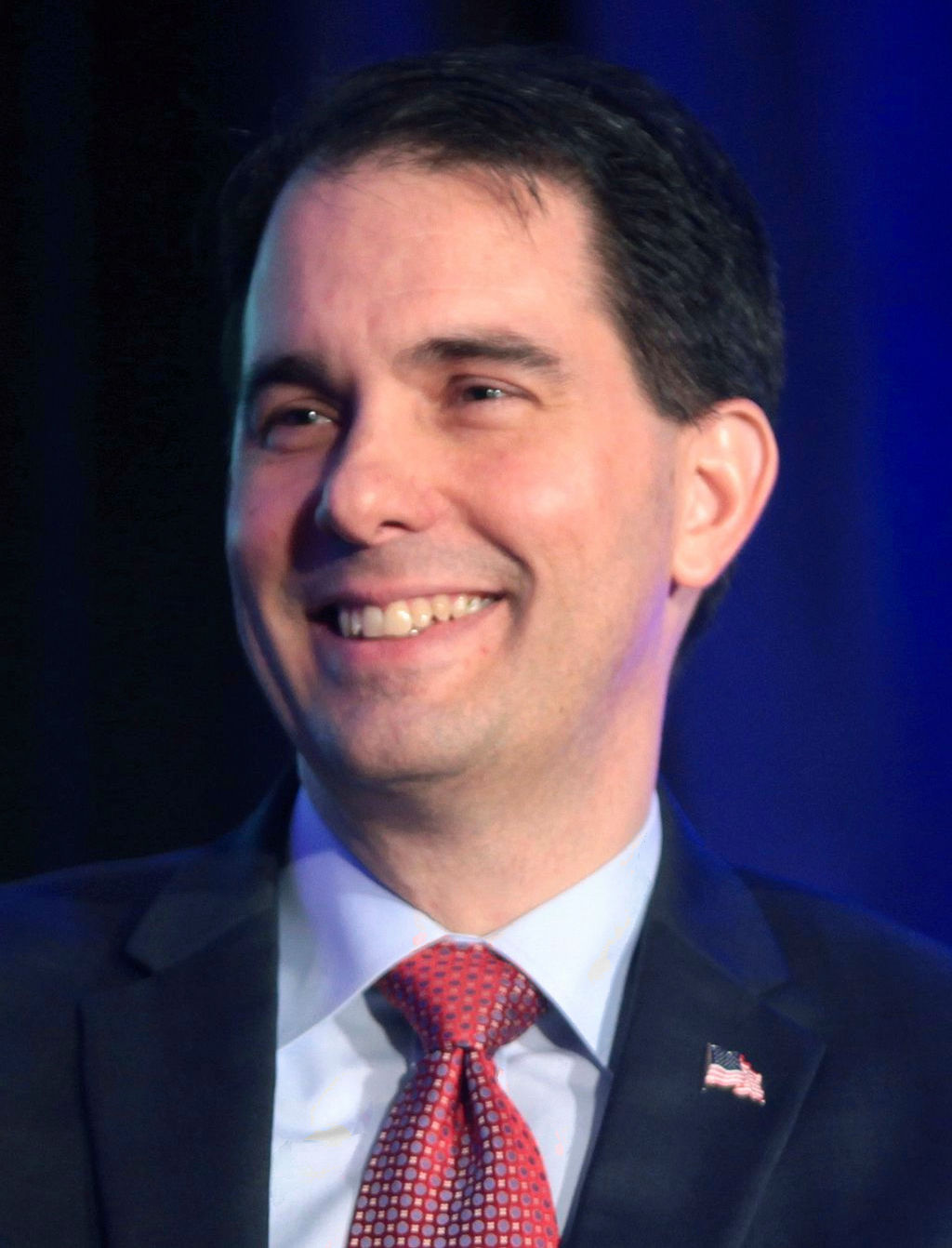
Губернатор Скотт Вокер штату Вісконсин Вибув 21 вересня 2015 р.
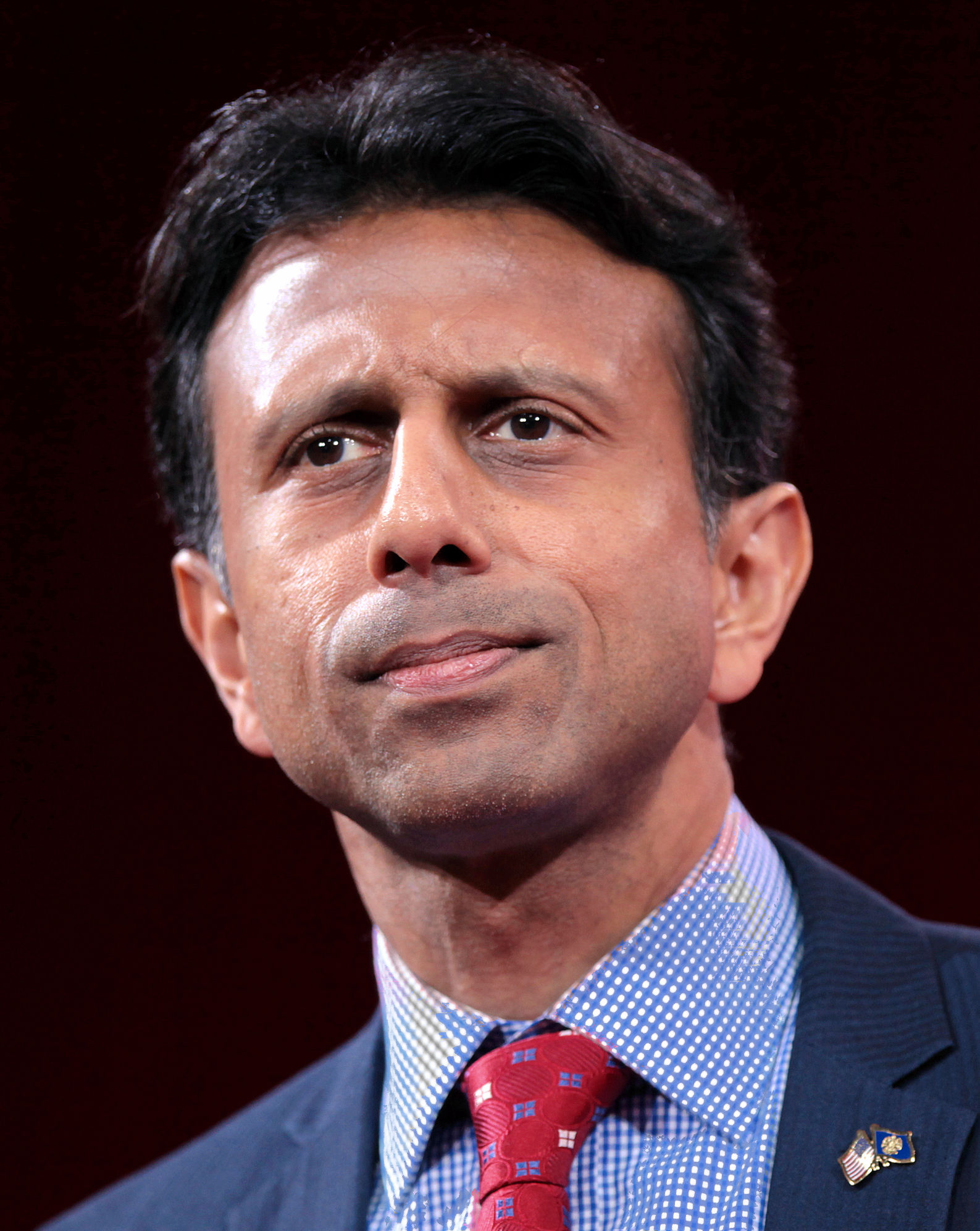
Губернатор Боббі Джиндал штату Луїзіана Вибув 17 листопада 2015 р. (На користь Марко Рубіо)
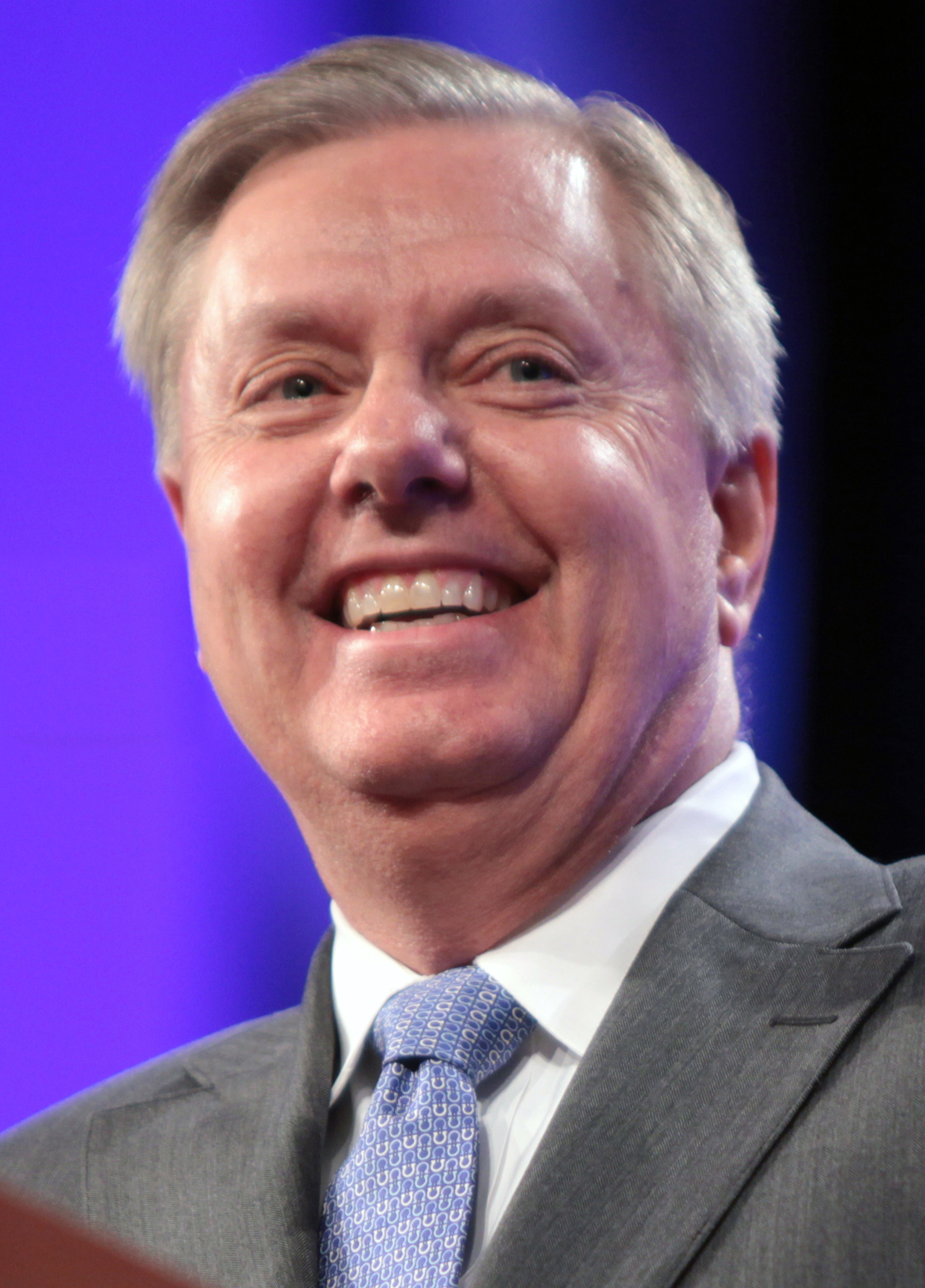
Сенатор Ліндсі Грем штату Південна Кароліна Вибув 21 грудня 2015 р. (На користь Джеб Буш)
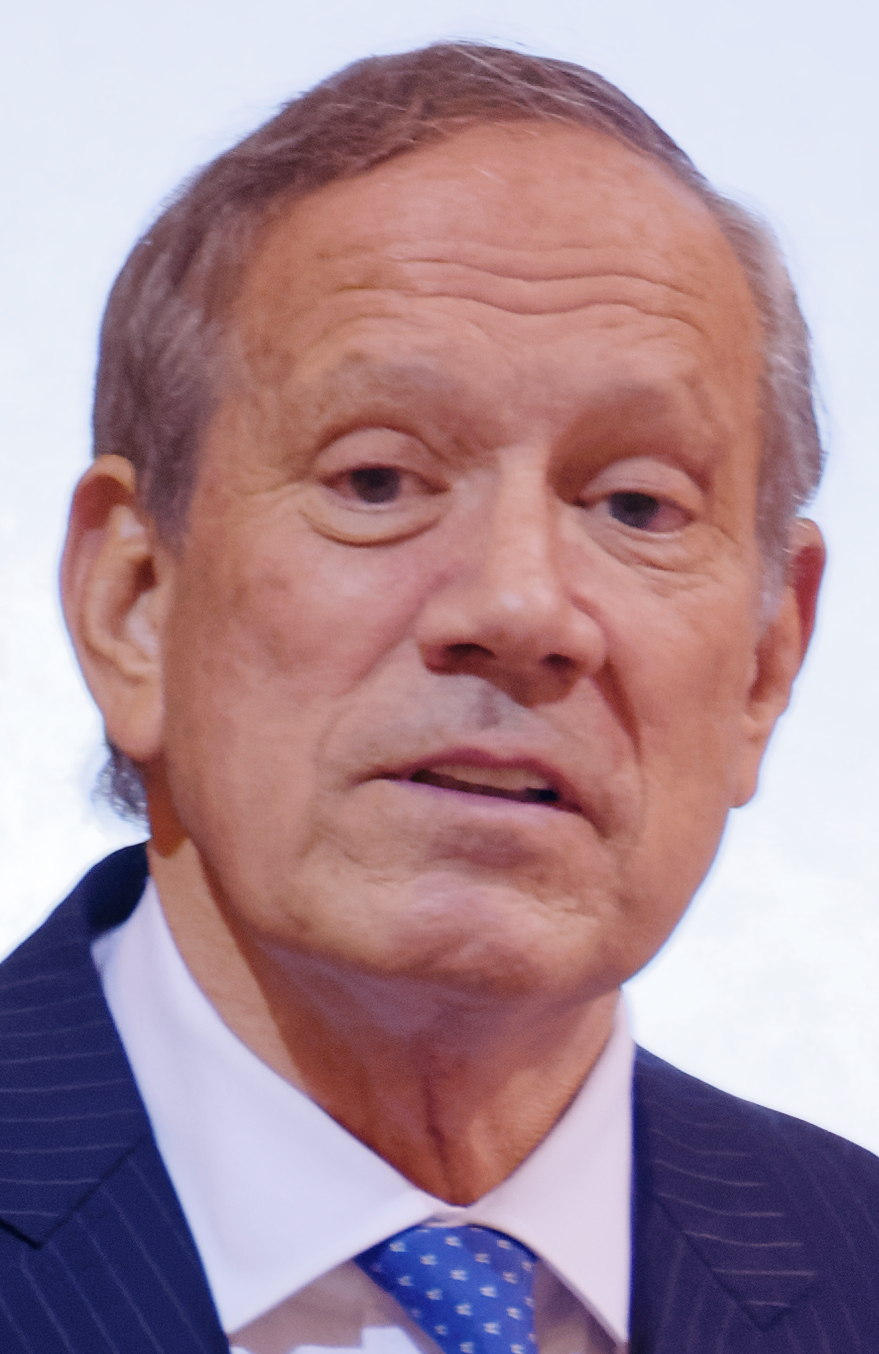
Колишній губернатор Джордж Патакі штату Нью-Йорк Вибув 29 грудня 2015 р. (На користь Марко Рубіо)

- Колишній губернатор
 Рік Перрі
 штату Техас
Вибув
11 вересня 2015 р.
(На користь Тед Круз)
- Губернатор
 Скотт Вокер
 штату Вісконсин
Вибув
21 вересня 2015 р.
- Губернатор
 Боббі Джиндал
 штату Луїзіана
Вибув
17 листопада 2015 р.
(На користь Марко Рубіо)
- Сенатор
 Ліндсі Грем
 штату Південна Кароліна
Вибув
21 грудня 2015 р.
(На користь Джеб Буш)
- Колишній губернатор
Джордж Патакі
 штату Нью-Йорк 
Вибув
29 грудня 2015 р.
(На користь Марко Рубіо)

## Хронологія голосування

### Лютий 2016р.— Ранні штати
| Кандидат            | Кандидат            | Трамп            | Круз             | Рубіо            | Кейсік          | Карсон         | Буш            | Гілмор       | Крісті         | Фіоріна        | Пол            | Хакабі        | Санторум      |
| ------------------- | ------------------- | ---------------- | ---------------- | ---------------- | --------------- | -------------- | -------------- | ------------ | -------------- | -------------- | -------------- | ------------- | ------------- |
| Кількість делегатів | Кількість делегатів | 82               | 17               | 16               | 6               | 5              | 4              | 0            | 0              | 1              | 1              | 1             | 0             |
| Кількість голосів   | Кількість голосів   | 420 217 (32,7 %) | 265 725 (20,7 %) | 257 083 (20,0 %) | 107 299 (8,4 %) | 80 849 (6,3 %) | 94 477 (7,4 %) | 145 (0,01 %) | 24 403 (1,9 %) | 15 213 (1,2 %) | 10 551 (0,8 %) | 3 581 (0,3 %) | 1 945 (0,2 %) |
| Виграно штатів      | Виграно штатів      | 3                | 1                | 0                | 0               | 0              | 0              | 0            | 0              | 0              | 0              | 0             | 0             |
| 1 Лют               | Айова               | 24 %             | 28 %             | 23 %             | 2 %             | 9 %            | 3 %            | 0 %          | 2 %            | 2 %            | 5 %            | 2 %           | 1 %           |
| 9 Лют               | Нью-Гемпшир         | 35 %             | 12 %             | 11 %             | 16 %            | 2 %            | 11 %           | 0 %          | 7 %            | 4 %            | Н/Д            | Н/Д           | Н/Д           |
| 20 Лют              | Південна Кароліна   | 33 %             | 22 %             | 23 %             | 8 %             | 7 %            | 8 %            | Н/Д          | Н/Д            | Н/Д            | Н/Д            | Н/Д           | Н/Д           |
| 23 Лют              | Невада              | 46 %             | 21 %             | 24 %             | 4 %             | 5 %            | Н/Д            | Н/Д          | Н/Д            | Н/Д            | Н/Д            | Н/Д           | Н/Д           |

### 1 Березня 2016р.— Супервівторок
| Кандидати           | Трамп              | Круз               | Рубіо              | Кейсік          | Карсон          |
| ------------------- | ------------------ | ------------------ | ------------------ | --------------- | --------------- |
| Кількість делегатів | 243                | 220                | 101                | 21              | 3               |
| Кількість голосів   | 2 888 124 (34,5 %) | 2 436 495 (29,1 %) | 1 828 920 (21,9 %) | 537 482 (6,4 %) | 487 439 (5,8 %) |
| Виграно штатів      | 7                  | 3                  | 1                  | 0               | 0               |
|                     |                    |                    |                    |                 |                 |
| Алабама             | 43 %               | 21 %               | 19 %               | 4 %             | 10 %            |
| Аляска              | 34 %               | 36 %               | 15 %               | 4 %             | 11 %            |
| Арканзас            | 33 %               | 30 %               | 25 %               | 4 %             | 6 %             |
| Джорджія            | 39 %               | 24 %               | 25 %               | 6 %             | 6 %             |
| Массачусетс         | 49 %               | 10 %               | 18 %               | 18 %            | 3 %             |
| Міннесота           | 21 %               | 29 %               | 37 %               | 6 %             | 7 %             |
| Оклахома            | 28 %               | 34 %               | 26 %               | 4 %             | 6 %             |
| Теннессі            | 39 %               | 25 %               | 21 %               | 5 %             | 8 %             |
| Техас               | 27 %               | 44 %               | 18 %               | 4 %             | 4 %             |
| Вермонт             | 33 %               | 10 %               | 19 %               | 30 %            | 4 %             |
| Вірджинія           | 35 %               | 17 %               | 32 %               | 9 %             | 6 %             |